# Związek Zawodowy Rolnictwa „Samoobrona”
Związek Zawodowy Rolnictwa „Samoobrona” – związek zawodowy zrzeszający rolników i osoby związane z rolnictwem, zarejestrowany 10 stycznia 1992.

## Historia związku

### Powstanie związku i założyciele
Zalążkiem związku był powstały 27 lipca 1991 w gminie Darłowo gminny komitet protestacyjny na czele z Andrzejem Lepperem i Stanisławem Muszyńskim, który domagał się wsparcia lokalnych władz dla poszkodowanych przez powódź. W ciągu kilku miesięcy przerodził się on w „Wojewódzki Komitet Samoobrony” w Koszalinie.
Jego przedstawiciele jesienią 1991 zorganizowali demonstrację w Warszawie, po której nastąpiło połączenie komitetu z innymi grupami protestacyjnymi m.in. z Zamościa, Ząbkowic Śląskich, Białej Podlaskiej i Nowego Miasta Lubawskiego. W listopadzie 1991 złożono wniosek o rejestrację Związku Zawodowego Rolnictwa „Samoobrona”, który został oficjalnie przyjęty przez sąd w styczniu 1992.
Wśród jego założycieli byli m.in. Andrzej Lepper, Genowefa Wiśniowska, Józef Żywiec, Marek Lech, Ryszard Kozik, Marian Kapiński, Maria Zbyrowska, Zbigniew Okorski, Stanisław Dulias, Leon Żero, Jerzy Trojanowski, Maciej Ferenc, Grzegorz Kołacz, Michał Okrześ, Jan Ogłaza, Zofia Grabczan, Kazimierz Wójcik, Teresa Marmucka-Lalka, Regina Ostrowska, Jan Sochocki, Renata Rochnowska, Stanisław Mojsa, Roman Wycech, Paweł Skórski. Niedługo potem do związku przyłączyli się także m.in. Piotr Trznadel, Zbigniew Witaszek, Janusz Malewicz, Czesław Kosik, Renata Beger, Antoni Chodorowski, Tadeusz Dębicki, Wacław Klukowski, Witold Stanisław Michałowski.
Większość twórców związku powołała w 1992 partię Przymierze Samoobrona (od 2000 działającą pod nazwą Samoobrona Rzeczpospolitej Polskiej).

### Lata 1992–2001
W lutym 1992 ZZR „Samoobrona” zaskarżył do Trybunału Konstytucyjnego Prawo Bankowe, jednocześnie żądając od rządu Jana Olszewskiego wsparcia rolników, którzy popadając w tzw. „pułapkę kredytową” nie byli w stanie spłacić swoich zobowiązań wobec banków. 9 kwietnia 1992 związkowcy z „Samoobrony” rozpoczęli protest okupacyjny w Ministerstwie Rolnictwa, zakończony 28 kwietnia, złożeniem przez rząd obietnicy obniżenia oprocentowania kredytów rolniczych.
Działania związku nasiliły się w okresie rządu Hanny Suchockiej. Od lipca 1992 ZZR „Samoobrona” rozpoczął organizowanie blokad dróg oraz demonstracji pod Sejmem i ministerstwami. Po 1993 protesty te były organizowane już na mniejszą skalę, głównie w mniejszych miejscowościach. Związek współpracował wówczas m.in. z Solidarnością 80 Mariana Jurczyka i Stronnictwem Narodowym „Szczerbiec”, a także licznymi związkami zawodowymi (m.in. górników i metalowców).
W 1993 z organizacji wykluczono m.in. Janusza Bryczkowskiego oraz Zbigniewa Majchrzaka, który wraz ze Stanisławem Muszyńskim powołał następnie Wolny Związek Zawodowy.
Od 1998 r. ZZR „Samoobrona” wznowił protesty przeciw polityce władz centralnych, kontestując działania rządu Jerzego Buzka. Związek domagał się podjęcia przez rząd interwencji na rynku rolnym w celu rozwiązania problemu tzw. „świńskiej górki”. W tym celu powołał wraz z Krajowym Związkiem Kółek i Organizacji Rolniczych i NSZZ „Solidarność” RI międzyzwiązkowy komitet protestacyjny, na którego czele stanął Andrzej Lepper. Po przyjęciu przez rolniczą „Solidarność” i Kółka Rolnicze porozumienia z rządem, „Samoobrona” zaangażowała się w walkę o podwyżki dla pracowników budżetówki (m.in. pielęgniarek, górników, nauczycieli), a także o zwiększenie nakładów na renty i emerytury. W okresie tym związek współdziałał m.in. z WZZ „Sierpień 80.” i środowiskiem Piotra Ikonowicza.
W lutym 2001 w związku doszło do rozłamu. Część działaczy na czele z Leszkiem Zwierzem i Januszem Malewiczem oskarżyła przewodniczącego o nieprawidłowości finansowe, po czym współtworzyła Związek Zawodowy Rolników „Ojczyzna”.

### Działalność po 2001 r.
Po 2001 r., ze względu na zajęcie się przez większość liderów związku bieżącą polityką, działalność ZZR „Samoobrona” osłabła, ale nie ustała. W 2002 doszło do protestu przeciwko rządowi Leszka Millera oraz władzom PSL. W czerwcu 2002 działacze związku wysypali na warszawskim Żeraniu z pociągu towarowego zboże należące do posła PSL Zbigniewa Komorowskiego, podejrzewając, że może ono być skażone rakotwórczym nitrofenem.
We wrześniu 2004 ZZR „Samoobrona” wszedł w skład europejskiej organizacji związkowej COPA COGECA. W latach 2006–2007, gdy Andrzej Lepper pełnił funkcję wicepremiera, związkiem tymczasowo kierowała Bożena Garbacz.
W 2006 i 2007 r., w wyniku kolejnych konfliktów w związku, część działaczy ZZR „Samoobrona” odeszła z organizacji, powołując nowe związki, m.in. Ogólnopolskie Porozumienie Związków Zawodowych Rolników i Organizacji Rolniczych (m.in. Sławomir Izdebski) oraz Związek Zawodowy Rolnictwa i Obszarów Wiejskich „Regiony” (m.in. Danuta Hojarska, Krzysztof Filipek).
W 2008 ZZR „Samoobrona” zorganizował serię niewielkich blokad dróg m.in. w Polichnie, Grudziądzu, Bartoszycach i Zambrowie, protestując przeciwko polityce rządu Donalda Tuska.
W październiku 2011 przewodniczącym ZZR „Samoobrona” w miejsce zmarłego Andrzeja Leppera został Lech Kuropatwiński.
Przed II turą wyborów prezydenckich w lipcu 2020 związek udzielił oficjalnego poparcia kandydaturze Andrzeja Dudy. Jesienią tego samego roku organizacja współorganizowała protesty przeciwko procedowaniu nowelizacji ustawy o ochronie zwierząt, która m.in. przewidywała likwidację hodowli zwierząt futerkowych.
We wrześniu 2021 w Jarosławcu odbyły się uroczystości 30-lecia powstania ZZR „Samoobrona”, których honorowym patronem był minister rolnictwa i rozwoju wsi Grzegorz Puda. W trakcie obchodów działaczom związkowym wręczono przyznane przez niego odznaczenia „Zasłużony dla Rolnictwa”.
Po śmierci Lecha Kuropatwińskiego, w styczniu 2023 na funkcję przewodniczącego związku został wybrany Marek Duszyński.

## Władze związku
Skład Prezydium Rady Krajowej Związku Zawodowego Rolnictwa „Samoobrona”:
Przewodniczący:
- Marek Duszyński (od 15 stycznia 2023)

Wiceprzewodniczący:
- Ewa Bergmann
- Andrzej Urbaniak
- Roman Gola
- Sławomir Luty

Sekretarz generalny:
- Zofia Grabczan

Skarbnik:
- Łucja Rubik